# Edward Sokoine
Edward Moringe Sokoine (Monduli, 1 augustus 1938 - Morogoro, 12 april 1984) was een Tanzaniaans politicus. Hij was premier van Tanzania van 13 februari 1977 tot 7 november 1980 en van 23 februari 1983 tot 12 april 1984.

## Biografie
Sokoine werd geboren in Monduli, ten zuiden van de stad Arusha in het noorden van Tanzania. In de jaren 1948-1958 bezocht hij scholen in Monduli en Umbwe. In 1961 werd hij lid van de Tanganyika African National Union (TANU). In 1962 en 1963 studeerde hij bestuurskunde in Duitsland.
Na zijn terugkeer in Tanzania werd hij in 1965 verkozen tot parlementslid in de Nationale Vergadering van Tanzania. In 1967 werd hij onderminister van Communicatie, Transport en Arbeid. In 1970 werd hij benoemd tot minister van staat,  en in 1972 werd hij minister van Defensie. Bij de verkiezingen van 1975 werd Sokoine herkozen in de Nationale Vergadering. In 1977 werd hij lid van het centrale comité van Chama Cha Mapinduzi, de opvolger van TANU.
Op 13 februari 1977 trad hij aan als premier van Tanzania tot 7 november 1980. Op 23 februari 1983 werd hij voor de tweede keer premier. Hij bekleedde deze positie tot zijn dood op 12 april 1984.
Hij stierf op 45-jarige leeftijd door een auto-ongeluk nabij Morogoro, onderweg van Dodoma naar Dar es Salaam. Zijn overlijden was aanleiding voor talloze samenzweringstheorieën. Door velen werd hij gezien als de gedoodverfde opvolger van president Julius Nyerere.
De landbouwuniversiteit in Morogoro is vernoemd naar Edward Sokoine.
- Bibliothèque nationale de France: cb12126082n (data)
- Gemeinsame Normdatei: 1153852225
- International Standard Name Identifier: 0000 0000 4447 943X
- Library of Congress Control Number: no89011581
- SNAC: w6vg330s
- Système universitaire de documentation: 029690803
- Virtual International Authority File: 61579680
- WorldCat: E39PBJmdtgRbGK7BdDQdJthmBP

Kawawa ·
Sokoine ·
Msuya ·
Sokoine ·
Salim ·
Warioba ·
Malecela ·
Msuya ·
Sumaye ·
Lowassa ·
Pinda ·
Majaliwa